# Боріс Сансон
Боріс Сансон  (фр. Boris Sanson, 7 грудня 1980) — французький фехтувальник (шабля), олімпійський чемпіон 2008 року в командній першості разом з Вінсеном Ансентом, Ніколя Лопесом та Жульєном Пійє.

## Виступи на Олімпіадах
| Олімпіада  | Дисципліна      | Місце |
| ---------- | --------------- | ----- |
| Пекін 2008 | шабля, особисті | 14    |
| Пекін 2008 | шабля, командні | 1     |